# قائمة الأفلام المصرية سنة 1999
هذه قائمة بالأفلام المصرية لسنة 1999 مرتبة أبجديا

## 1999
- الآخر
- أرض الخوف
- أشيك واد في روكسي
- اولي ثانوي
- الظالم والمظلوم
- الكافير
- الواد محروس بتاع الوزير
- الإمبراطورة
- أمن دولة
- أمواج الغضب
- حسن وعزيزة
- سوق المتعة
- عبود على الحدود
- عرق البلح
- فتاة من إسرائيل
- كلام الليل
- كوكب الشرق
- همام في امستردام
- ولا في النية أبقى
- الفرح